# Puchar Polski w piłce siatkowej kobiet (1951)
Puchar Polski w piłce siatkowej kobiet 1951 (Puchar PZKSS) – 7. sezon rozgrywek o siatkarski Puchar Polski, rozgrywany od 1932 roku.

## Klasyfikacja końcowa
| Miejsce | Drużyna          |
| ------- | ---------------- |
| 1.      | Spójnia Warszawa |
| 2.      | Unia Łódź        |
| 3.      | AZS Warszawa     |
| 4.      | Kolejarz Gdańsk  |